# Lucasium iris
Lucasium iris — вид геконоподібних ящірок родини диплодактилідів (Diplodactylidae). Ендемік Австралії. Описаний у 2020 році.

## Поширення і екологія
Lucasium iris відомі за кількома зразками, зібраними на півночі Квінсленду, в районі станції Гілбертон, на кордоні між рівнинами затоки Карпентарія та нагір'я Ейнаслі. Вони живуть на невеликих кам'янистих пагорбах, порослих саваною або рідколіссям, з великою кількістю невеликих уступів і осипів. Ведуть нічний спосіб життя, живляться комахами.